# 宮武祭
宮武 祭（みやたけ まつり、1999年6月1日 - ）は、日本の元女優。鹿児島県桜島出身。2016年5月までスウィートパワーに所属していた。姉は、同じく元女優の宮武美桜。

## 略歴
- 姉の宮武美桜が地元の桜島でスカウトされたのを機に自身も芸能界入りする。2009年から2014年までユニットbump.yのメンバーとしても活動していた。「祭」は芸名で、事務所の社長の一存で決められたが、本人は余り気に入ってなかったという。
- 2016年5月、以前所属していたスウィートパワーから、公式プロフィールが削除される。その後の活動は確認されていない。

### 人物
- 特技はマラソンであり、1500ｍ小学1年生の時に全国7位の記録をとったことがある。趣味は短距離走と野球。好きなスポーツは、バレーボール、サッカーなど。

## 出演

### テレビドラマ
- 東京少女桜庭ななみ 第3話『おウチに帰れない』（2008年6月21日、BS-i） - 妖精さばみそ みそ 役
- Cafe吉祥寺で 第11話（2008年10月16日、テレビ東京） - 奈緒 役
- イノセント・ラヴ（2008年10月 - 12月、フジテレビ） - 聖歌隊 役
- 歌のおにいさん（2009年1月 - 3月、テレビ朝日） - ニーナ 役
- リセット 第13話『盲目の恋』（2009年4月9日、読売テレビ） - 倉木麗奈（10歳） 役
- LOVE GAME 第9話『1週間以内に男に家庭を捨てさせ、家を出させたら1億円』（2009年6月18日、読売テレビ）
- ダンディ・ダディ?〜恋愛小説家・伊崎龍之介〜（2009年7月9日 - 9月3日、テレビ朝日） - 伊崎あかり（幼少時代） 役
- やまない雨はない（2010年3月6日、テレビ朝日）
- P&Gパンテーンドラマスペシャル『初恋クロニクル』（2010年3月13日、BSフジ） - 里浦美咲（幼少時代） 役
- ハガネの女（2010年5月21日 - 7月2日、テレビ朝日） - 森野リサ 役
- 生まれる。（2011年4月 - 6月、TBS） - 西嶋丸子 役
- さだまさしドラマスペシャル 故郷 〜娘の旅立ち〜（2011年7月5日、フジテレビ） - 佐伯ちづる（幼少時代） 役
- ボクら星屑のダンス（2011年10月6日、テレビ東京） - ヒカリ 役
- 世にも奇妙な物語 2012年 秋の特別編『蛇口』（2012年10月6日、フジテレビ） - 浅村美咲 役
- スペシャルドラマ 必殺仕事人2015（2015年11月29日、朝日放送） - ゆい 役

### 映画
- ナットのスペースアドベンチャー3D（2009年3月28日公開）- 幼虫（声）役
- 女の子ものがたり（2009年8月29日公開）みさの妹
- きな子〜見習い警察犬の物語〜（2010年8月14日公開）- 望月杏子（幼少時代） 役
- 東京島（2010年8月28日公開）- チキ/チータ　二役出演
- ソロモンの偽証 前篇・事件 / 後篇・裁判（2015年3月7日・4月11日、松竹） - 林田まい子 役

### バラエティ
- 音楽特集〜宮武姉妹（2010年8月17日 - 12月25日、エンタ!371・PigooHD・エンタ!371オンデマンド）
- 宮武姉妹の冒険（2010年9月3日 - 2011年2月、エンタ!371・PigooHD・エンタ!371オンデマンド）

### 舞台
- SAMURAI 7（2008年11月14日 - 24日）- 小町 役
- 路地裏の優しい猫（2012年8月11日 - 12日、大阪市立芸術創造館 2012年8月21日 - 26日、中野ザ・ポケット）- シャボン 役

## 書籍

### 写真集
- 初写真集シリーズ つぼみ4（2012年7月19日、マガジンハウス） - ISBN  978-4838724529。